# Manfred Beck-Arnstein
Manfred Beck-Arnstein (* 19. August 1946 in Arnstein als Manfred Beck) ist ein deutscher Maler des phantastischen Realismus.

## Leben
Beck besuchte nach dem Humanistischen Gymnasium und katholisch-claretinischer Internatserziehung in Weißenhorn ab 1965 die damalige Kunst- und Handwerkerschule in Würzburg; sein Lehrer war unter anderen Wolfgang Lenz. Ab 1968 erweiterte Beck an der Akademie der Bildenden Künste in Stuttgart bei Gerhard Gollwitzer und in der Malklasse bei Rudolf Haegele.
Ab 1975 lebte Manfred Beck in Arnstein-Schwebenried. Mit dem Beitritt zum Berufsverband Bildender Künstler BBK Unterfranken beteiligte er sich an Gruppenausstellungen und macht Studienreisen nach Italien, Malta und Belgien, sowie nach Portlligat in Spanien.
B. Hassani stellte ihn 1986 im sogenannten Café Oriental auf dem Boden des ehemaligen römischen Dampfbades in Baden-Baden aus, eine weitere umfassende Ausstellung fand in der Galerie Döring statt. Der Leiter des Forschungszentrums für Bildende Kunst Nürnberg und des arte factum Verlages Nürnberg-Ansbach-Wien widmet sich seiner weiteren Publizität mit Ausstellungen und Veröffentlichungen.
1987 wurde ihm der Künstlername „Beck-Arnstein“ zuerkannt und 1993 wurde er von seiner Heimatstadt zum Ehrenbürger ernannt. Zu diesem Anlass fand in der Stadthalle in Arnstein eine größere Ausstellung statt. Sein Gemälde „Der Falke“ hängt im Rathaussaal von Arnstein.

## Ausstellungen
- 1980: Otto-Richter-Halle, Würzburg[4]
- 1981: Große Kunstausstellung Haus der Kunst München
- 1984: Westfalenhalle Dortmund: Freier Markt für aktuelle Kunst und Information[5]
- 1987: Stadthalle Arnstein
- 1995: „Der Falke“ im Rathaussaal von Arnstein[6]

### Preise und Auszeichnungen
- 1968: Rassegna Internationale Di Pittura Scultura E Grafio, Neapel Neapel, Italien
- 1982: 1982 Diploma Maestro Di Pittura, Salsomaggiore Spanien
- 1986: L'art De Leonardo Da Vinci, verliehen durch den Orden Cordon Bleu Du Saint Esprit Italien
- 1986: Premio D'italia der Accademia Italia, Calvatone Spanien
- 1986: Rembrandt-Plakette des Forschungsinstitutes Bildender Künste, Nürnberg Nuernberg, Deutschland
- 1987: Doctor Of Art der Universidad Interamericana Florida Vereinigte Staaten
- 1987: Don Quixote Preis des Ordens Cordon Bleu Du Saint Esprit, Landau Spanien
- 1987: Ehrendoktorat der University Of Asterna Lucina Vitama, Sydney, Professur Sydney, Australien
- 1987: Ehrenzeichen und Lombarene Gedenkmedaille, verliehen durch die Albert Schweitzer Gesellschaft, Österreich Österreich
- 1987: Oscar De France, verliehen durch den Orden Cordon Bleu Du Saint Esprit, Antwerpen, Paris Paris, Frankreich
- 1987: Pieler Paul Rubens – Medaille der Asociación Belgo-Hispanica, Antwerpen Spanien
- 1987: Prof. Accademico Docente In Arle, Varese Accademia Superbe Di Sludi Di Scienze Naturale E Psicobiofisiche Spanien
- 1987: Prof. Sciences At Arts des Instituts Supérieur European des Experts, Bruxelles und Turin Italien
- 1988: Le Mercure D'or, Arts – Spectacles – Loisirs, Marseille, Italien
- 1989: Verdienstauszeichnung L'art du Leonardo Da Vinci, verliehen als Sonderstufe Schulterband mit Stern durch den Orden Cordon Bleu Du Saint Esprit Spanien
- 1991: Ehrenzeichen Für Kultur, Handel, Handwerk und Industrie, verliehen durch den Orden Cordon Bleu Du Saint Esprit Spanien
- 1991: Medaille der Großen Politiker Robert Schumann, Charles De Gaulle, Konrad Adenauer „Reconsiliation France - Allemagne Et Tous Les Pionniers Du Rapprochements“, verliehen durch den Orden Cordon Bleu Du Saint Esprit 1 Spanien
- 1992: Außerordentliche Professur für Malerei an Der Freien Universität Teufen/Schweiz, St. Gallen, Schweiz